# ディディエ・ドログバ
ディディエ・イヴ・ドログバ・テビリー（Didier Yves Drogba Tébily, 1978年3月11日 - ）は、コートジボワール・アビジャン出身の元サッカー選手。元コートジボワール代表。ポジションはフォワード。愛称はティト。
2度のアフリカ年間最優秀選手、2度のプレミアリーグ得点王など数々の栄誉を手にしたストライカーであり、アフリカ史上最高のサッカー選手の1人に数えられる。コートジボワール代表の元主将であり、コートジボワール代表の最多得点記録の保持者でもある。

## 経歴

### クラブ

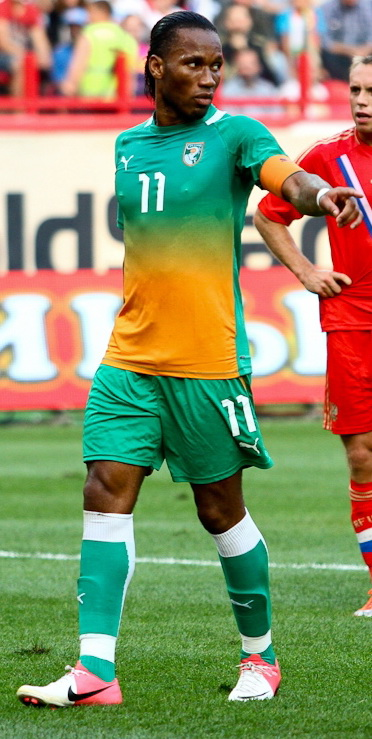
コートジボワール代表でキャプテンを務めるドログバ

裕福な家庭に生まれたドログバは、将来は医者か何かに、と父親がエリート教育を望んだため、5歳で生まれ故郷のコートジボワールを離れフランスへ移住した。サッカー選手であった叔父の元で育てられた影響で、学問だけでなくサッカーでも頭角を現し、18歳までパリ郊外の地元チームのル・マンなどに所属し、19歳でル・マンUCとプロ契約し選手生活が始まった。しかし黒人であることから、チームメイトから「なんで黒人がフットボールなんてやってんだ？」と言われるなどし、差別が根強かったサッカー文化に絶望したこともあるという。
ル・マンでは怪我もあり満足な活躍ができず、2001-02シーズン途中からギャンガンに移籍、2002-03シーズンに17得点を挙げると注目され、マルセイユに5年契約で移籍。素早い順応を見せ、リーグで18得点を挙げ、2003-04シーズンのリーグ・アン最優秀選手に選出された。UEFAカップでも6ゴールを挙げて準優勝の原動力になった。チャンピオンズリーグで対戦した当時FCポルトのモウリーニョ監督の目に留まり同監督とともにイングランド・プレミアリーグのチェルシーへ、同クラブ史上最高額の推定移籍金3600万ユーロで移籍した。
背番号を15番から11番に変更した2006-07シーズン、アンドリー・シェフチェンコの加入により出番が少なくなると思われていたが、2トップで使われる形が多くなることもありチェルシー加入3シーズン目で本領発揮、開幕から活躍を見せアフリカ年間最優秀選手に選ばれる。最終的に公式戦59試合出場33得点を挙げた。20得点を挙げてプレミアリーグ得点王となった。

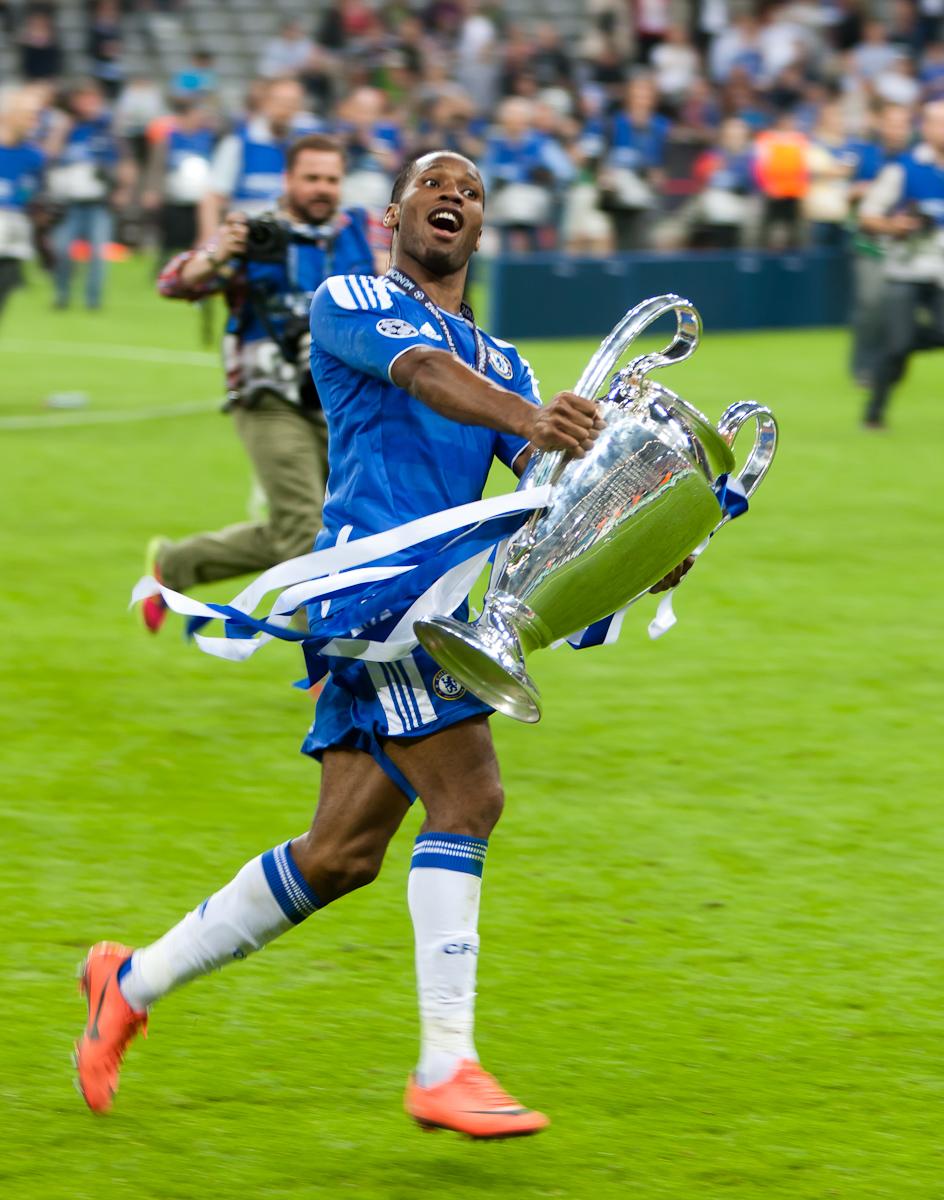
チャンピオンズリーグを制し、ビッグイヤーを掲げるドログバ

2008-09シーズンに就任したルイス・フェリペ・スコラーリ監督の下では、怪我などにより控えに回る事が多く不発に終わったが、2009年2月に就任したフース・ヒディンク監督の下では、これまでにはなかったニコラ・アネルカとの2トップを組み、UEFAチャンピオンズリーグ2008-09のユヴェントス戦では1stレグ、2ndレグともにゴールを決めるなど、怪我からの復調を印象付ける活躍をみせ、改めてエースとしての存在感を見せつけた。2009年5月6日にスタンフォード・ブリッジにおいて開催されたUEFAチャンピオンズリーグ準決勝2ndレグ、FCバルセロナ戦において主審を務めたトム・ヘニンク・エブレベの判定に対して試合後に激しい批判を行い、後に行動が不適切であったとして謝罪した。また、以前から慕っていた元チェルシー監督のジョゼ・モウリーニョを追ってインテル・ミラノに移籍するという噂がメディアの間で度々出ていたが本人がこれを否定、更にはチェルシーとの契約延長が決まった。
2009-10シーズンのアンチェロッティ監督の下では前シーズン得点王のニコラ・アネルカと2トップを組み、ゴールを量産。自身は「相手にとって最も怖いFWコンビになる」とコメントしている。2009年10月10日のマラウイ戦ではコートジボワールの2大会連続W杯出場を決める同点ゴールを挙げた。そして2010年5月9日、勝てば自力でのチェルシーの優勝が決まる最終節のウィガン戦でハットトリックを達成するなどチームを勝利に導き、リーグ通算29点を挙げ得点王も獲得した。この時ドログバは32歳であり、プレミアリーグの得点王の最年長記録保持者だった（2019-20シーズンのジェイミー・ヴァーディが33歳で更新）。さらにチームは総得点103点という記録を叩き出し、プレミアリーグのシーズン最多得点記録を更新している。
UEFAチャンピオンズリーグ 2011-12 決勝では1点ビハインドから同点ゴールをヘディングで決め、PK戦でも最後のキッカーとして成功させチームを優勝に導いた。この試合ではUEFA選出のマン・オブ・ザ・マッチにも選ばれている。
2011-12シーズンをもってチェルシー退団を発表。同クラブ初となるUEFAチャンピオンズリーグの優勝を決めたPKが、チェルシーでのラストタッチとなった。
2012年6月20日に自身のホームページで、中国スーパーリーグの上海申花に移籍する事を発表した。
しかし、給料未払いなどの問題から移籍が噂されるようになり、ユヴェントスやミラン移籍の噂が注目された。2013年1月にトルコ・スュペル・リグのガラタサライに移籍した。
2013-14シーズンで契約満了によりガラタサライを退団し、2014年7月25日、古巣のチェルシーに復帰した。背番号は15番を使用する事になっていたが、その後チェルシーで最も成功したシーズン時につけていた背番号である11番に変更された。2014年10月21日、チャンピオンズリーグのNKマリボル戦でチェルシー復帰後初ゴールを挙げた。2015年5月24日にチェルシー退団を発表した。
フリー状態となっていたが、2015年7月27日にMLSのモントリオール・インパクトへの加入を発表した。
2017年からは、北米サッカーリーグ（実質アメリカ2部）に所属するフェニックス・ライジングFCにて共同オーナー兼選手としてプレー。10月20日には、リーグ戦で40ヤード超の距離から直接FKを決めて話題となった。2018年3月に今シーズン限りでの引退を示唆していたが、11月21日に正式に引退を発表。自身のキャリアについて、「選手として成し遂げてきたことにこれ以上誇りに思えることはない」と振り返った。

### 代表
幼い頃フランスへ移住していたため、フランス人としてフランス代表でプレーすることも可能であったが、母国であるコートジボワール代表を選択。DFコロ・トゥーレと共に母国をW杯初出場に導く原動力となった。2014年8月に代表を引退した。

## エピソード
- 2005年10月、2006 FIFAワールドカップの本大会進出を決めた試合の後、生中継で内戦をやめるよう訴え1週間以内に停戦した[18]。

- 2011年6月に、2010年コートジボワール危機以降混迷が続くコートジボワールの和平を進める11人の特別委員の1人として政府に選出された[19]。

- アメリカ『タイム』誌の「世界で最も影響力のある100人」の中に選ばれている[20]。

- 2010 FIFAワールドカップ直前の日本との強化試合で田中マルクス闘莉王と接触して右腕を骨折した[21]。一時は本大会出場が危ぶまれたが腕の回復具合は良好で、本大会に間に合い、ギプスを装着しての出場が認められた[21]。

- 2017年5月、ESPNは世界で最も有名なアスリート100人を発表し、80位に選出された。サッカー選手としては31位[22]。

## 名前の発音
彼の名前の「gb」は、「b」でも「v」でもない音を発音する。この子音は、西アフリカの言語にある独特な子音である（有声両唇軟口蓋破裂音）。「gba」を「グバ」と表記するのは英語ベースで、「バ」と表記するほうが原語ベースである。したがって、「ディディエ・ドロバ」と表記したほうが原語に近い（ただしカタカナで表記すること自体に限界がある）。

## 個人成績
| 国内大会個人成績       | 国内大会個人成績           | 国内大会個人成績       | 国内大会個人成績       | 国内大会個人成績 | 国内大会個人成績 | 国内大会個人成績 | 国内大会個人成績 | 国内大会個人成績 | 国内大会個人成績 | 国内大会個人成績 | 国内大会個人成績 |
| 年度                   | クラブ                     | 背番号                 | リーグ                 | リーグ戦         | リーグ戦         | リーグ杯         | リーグ杯         | オープン杯       | オープン杯       | 期間通算         | 期間通算         |
| 年度                   | クラブ                     | 背番号                 | リーグ                 | 出場             | 得点             | 出場             | 得点             | 出場             | 得点             | 出場             | 得点             |
| フランス               | フランス                   | フランス               | フランス               | リーグ戦         | リーグ戦         | F・リーグ杯      | F・リーグ杯      | フランス杯       | フランス杯       | 期間通算         | 期間通算         |
| ---------------------- | -------------------------- | ---------------------- | ---------------------- | ---------------- | ---------------- | ---------------- | ---------------- | ---------------- | ---------------- | ---------------- | ---------------- |
| 1998-99                | ル・マン                   |                        | リーグ・ドゥ           | 2                | 0                | 0                | 0                | 0                | 0                | 2                | 0                |
| 1999-00                | ル・マン                   |                        | リーグ・ドゥ           | 30               | 7                | 2                | 0                | 0                | 0                | 32               | 7                |
| 2000-01                | ル・マン                   |                        | リーグ・ドゥ           | 11               | 0                | 0                | 0                | 3                | 1                | 14               | 1                |
| 2001-02                | ル・マン                   |                        | リーグ・ドゥ           | 21               | 5                | 2                | 1                | 1                | 1                | 24               | 7                |
| 2001-02                | ギャンガン                 |                        | リーグ・アン           | 11               | 3                | 0                | 0                | 0                | 0                | 11               | 3                |
| 2002-03                | ギャンガン                 |                        | リーグ・アン           | 34               | 17               | 2                | 0                | 3                | 4                | 39               | 21               |
| 2003-04                | マルセイユ                 | 11                     | リーグ・アン           | 35               | 19               | 2                | 1                | 2                | 1                | 39               | 21               |
| イングランド           | イングランド               | イングランド           | イングランド           | リーグ戦         | リーグ戦         | FLカップ         | FLカップ         | FAカップ         | FAカップ         | 期間通算         | 期間通算         |
| 2004-05                | チェルシー                 | 15                     | プレミア               | 26               | 10               | 4                | 1                | 2                | 0                | 32               | 11               |
| 2005-06                | チェルシー                 | 15                     | プレミア               | 29               | 12               | 1                | 0                | 3                | 1                | 33               | 13               |
| 2006-07                | チェルシー                 | 11                     | プレミア               | 36               | 20               | 5                | 4                | 6                | 3                | 47               | 27               |
| 2007-08                | チェルシー                 | 11                     | プレミア               | 19               | 8                | 1                | 1                | 1                | 0                | 21               | 9                |
| 2008-09                | チェルシー                 | 11                     | プレミア               | 24               | 5                | 2                | 1                | 6                | 3                | 32               | 9                |
| 2009-10                | チェルシー                 | 11                     | プレミア               | 32               | 29               | 2                | 2                | 4                | 3                | 38               | 34               |
| 2010-11                | チェルシー                 | 11                     | プレミア               | 36               | 11               | 0                | 0                | 2                | 0                | 33               | 11               |
| 2011-12                | チェルシー                 | 11                     | プレミア               | 24               | 5                | 0                | 0                | 3                | 2                | 27               | 7                |
| 中国                   | 中国                       | 中国                   | 中国                   | リーグ戦         | リーグ戦         | リーグ杯         | リーグ杯         | FA杯             | FA杯             | 期間通算         | 期間通算         |
| 2012                   | 上海申花                   | 11                     | 超級                   | 11               | 8                | 0                | 0                | 0                | 0                | 11               | 8                |
| トルコ                 | トルコ                     | トルコ                 | トルコ                 | リーグ戦         | リーグ戦         | トルコ杯         | トルコ杯         | オープン杯       | オープン杯       | 期間通算         | 期間通算         |
| 2012-13                | ガラタサライ               | 12                     | スュペル・リグ         | 13               | 5                | 0                | 0                | 0                | 0                | 13               | 5                |
| 2013-14                | ガラタサライ               | 12                     | スュペル・リグ         | 24               | 10               | 3                | 1                | 0                | 0                | 27               | 11               |
| イングランド           | イングランド               | イングランド           | イングランド           | リーグ戦         | リーグ戦         | FLカップ         | FLカップ         | FAカップ         | FAカップ         | 期間通算         | 期間通算         |
| 2014-15                | チェルシー                 | 11                     | プレミア               | 28               | 4                | 5                | 1                | 2                | 0                | 35               | 5                |
| アメリカ合衆国・カナダ | アメリカ合衆国・カナダ     | アメリカ合衆国・カナダ | アメリカ合衆国・カナダ | リーグ戦         | リーグ戦         | リーグ杯         | リーグ杯         | オープン杯       | オープン杯       | 期間通算         | 期間通算         |
| 2015                   | モントリオール・インパクト | 11                     | MLS                    | 11               | 11               | 0                | 0                | 0                | 0                | 11               | 11               |
| 2016                   | モントリオール・インパクト | 11                     | MLS                    | 22               | 10               | 0                | 0                | 2                | 1                | 24               | 11               |
| 2017                   | フェニックス・ライジング   | 11                     | USL                    | 13               | 9                | 0                | 0                | 0                | 0                | 13               | 9                |
| 2018                   | フェニックス・ライジング   | 11                     | USL                    | 8                | 4                | 0                | 0                | 0                | 0                | 9                | 5                |
| 通算                   | フランス                   | フランス               | リーグ・アン           | 80               | 39               | 4                | 1                | 5                | 5                | 89               | 45               |
| 通算                   | フランス                   | フランス               | リーグ・ドゥ           | 64               | 12               | 4                | 1                | 4                | 2                | 72               | 15               |
| 通算                   | イングランド               | イングランド           | プレミア               | 254              | 104              | 20               | 10               | 29               | 12               | 303              | 126              |
| 通算                   | 中国                       | 中国                   | 超級                   | 11               | 8                | 0                | 0                | 0                | 0                | 11               | 8                |
| 通算                   | トルコ                     | トルコ                 | スュペル・リグ         | 37               | 15               | 3                | 1                | 0                | 0                | 40               | 16               |
| 通算                   | アメリカ合衆国             | アメリカ合衆国         | MLS                    | 33               | 21               | 0                | 0                | 2                | 1                | 35               | 22               |
| 通算                   | アメリカ合衆国             | アメリカ合衆国         | USL                    | 22               | 14               | 0                | 0                | 0                | 0                | 21               | 13               |
| 総通算                 | 総通算                     | 総通算                 | 総通算                 | 497              | 210              | 31               | 13               | 40               | 20               | 571              | 245              |

| 国際大会個人成績 | 国際大会個人成績 | 国際大会個人成績 | 国際大会個人成績 | 国際大会個人成績 |
| 年度             | クラブ           | 背番号           | 出場             | 得点             |
| UEFA             | UEFA             | UEFA             | UEFA CL          | UEFA CL          |
| ---------------- | ---------------- | ---------------- | ---------------- | ---------------- |
| 2003-04          | マルセイユ       | 11               | 8                | 5                |
| UEFA             | UEFA             | UEFA             | UEFA EL          | UEFA EL          |
| 2003-04          | マルセイユ       | 11               | 8                | 6                |
| UEFA             | UEFA             | UEFA             | UEFA CL          | UEFA CL          |
| 2004-05          | チェルシー       | 15               | 9                | 5                |
| 2005-06          | チェルシー       | 15               | 7                | 1                |
| 2006-07          | チェルシー       | 11               | 12               | 6                |
| 2007-08          | チェルシー       | 11               | 11               | 6                |
| 2008-09          | チェルシー       | 11               | 10               | 5                |
| 2009-10          | チェルシー       | 11               | 5                | 3                |
| 2010-11          | チェルシー       | 11               | 7                | 2                |
| 2011-12          | チェルシー       | 11               | 8                | 6                |
| 2012-13          | ガラタサライ     | 12               | 4                | 1                |
| 2013-14          | ガラタサライ     | 12               | 8                | 2                |
| 2014-15          | チェルシー       | 11               | 5                | 2                |
| 通算             | UEFA             | UEFA             | 102              | 50               |

## 代表歴

### 出場大会
- コートジボワール代表
  - 2006 FIFAワールドカップ
  - 2010 FIFAワールドカップ
  - 2014 FIFAワールドカップ

### 試合数
- 国際Aマッチ 106試合 66得点（2002年-2014年）[23]

| コートジボワール代表 | 国際Aマッチ | 国際Aマッチ |
| 年                   | 出場        | 得点        |
| -------------------- | ----------- | ----------- |
| 2002                 | 1           | 0           |
| 2003                 | 7           | 4           |
| 2004                 | 7           | 6           |
| 2005                 | 8           | 7           |
| 2006                 | 15          | 8           |
| 2007                 | 8           | 4           |
| 2008                 | 8           | 4           |
| 2009                 | 7           | 8           |
| 2010                 | 11          | 4           |
| 2011                 | 5           | 5           |
| 2012                 | 14          | 9           |
| 2013                 | 9           | 4           |
| 2014                 | 6           | 3           |
| 通算                 | 106         | 66          |

### 得点
| #   | 開催年月日     | 開催地                 | 対戦国                   | スコア | 結果 | 試合概要                             |
| --- | -------------- | ---------------------- | ------------------------ | ------ | ---- | ------------------------------------ |
| 1.  | 2003年2月11日  | シャトールー           | カメルーン               | 2–0    | 3–0  | 親善試合                             |
| 2.  | 2003年6月8日   | アビジャン             | ブルンジ                 | 1–0    | 6–1  | アフリカネイションズカップ2004予選   |
| 3.  | 2003年6月8日   | アビジャン             | ブルンジ                 | 2–0    | 6–1  | アフリカネイションズカップ2004予選   |
| 4.  | 2003年6月8日   | アビジャン             | ブルンジ                 | 3–0    | 6–1  | アフリカネイションズカップ2004予選   |
| 5.  | 2004年3月31日  | チュニス               | チュニジア               | 0–1    | 0–2  | 親善試合                             |
| 6.  | 2004年3月31日  | チュニス               | チュニジア               | 0–2    | 0–2  | 親善試合                             |
| 7.  | 2004年4月28日  | エクス＝レ＝バン       | ギニア                   | 1–0    | 4–2  | 親善試合                             |
| 8.  | 2004年6月6日   | アビジャン             | リビア                   | 2–0    | 2–0  | 2006 FIFAワールドカップ予選          |
| 9.  | 2004年6月10日  | アレクサンドリア       | エジプト                 | 1–2    | 1–2  | 2006 FIFAワールドカップ予選          |
| 10. | 2004年9月5日   | アビジャン             | スーダン                 | 1–0    | 5–0  | 2006 FIFAワールドカップ予選          |
| 11. | 2005年3月27日  | アビジャン             | ベナン                   | 1–1    | 2–1  | 2006 FIFAワールドカップ予選          |
| 12. | 2005年3月27日  | アビジャン             | ベナン                   | 2–1    | 2–1  | 2006 FIFAワールドカップ予選          |
| 13. | 2005年6月19日  | アビジャン             | エジプト                 | 1–0    | 2–0  | 2006 FIFAワールドカップ予選          |
| 14. | 2005年6月19日  | アビジャン             | エジプト                 | 2–0    | 2–0  | 2006 FIFAワールドカップ予選          |
| 15. | 2005年9月4日   | アビジャン             | カメルーン               | 1–1    | 2–3  | 2006 FIFAワールドカップ予選          |
| 16. | 2005年9月4日   | アビジャン             | カメルーン               | 2–3    | 2–3  | 2006 FIFAワールドカップ予選          |
| 17. | 2005年11月6日  | ジュネーヴ             | イタリア                 | 1–1    | 1–1  | 親善試合                             |
| 18. | 2006年1月17日  | アブダビ               | ヨルダン                 | 0–1    | 0–2  | 親善試合                             |
| 19. | 2006年1月21日  | カイロ                 | モロッコ                 | 0–1    | 0–1  | アフリカネイションズカップ2006       |
| 20. | 2006年1月24日  | カイロ                 | リビア                   | 0–1    | 1–2  | アフリカネイションズカップ2006       |
| 21. | 2006年2月7日   | アレクサンドリア       | ナイジェリア             | 0–1    | 0–1  | アフリカネイションズカップ2006準決勝 |
| 22. | 2006年6月4日   | ボンドゥフル           | スロベニア               | 1–0    | 3–0  | 親善試合                             |
| 23. | 2006年6月4日   | ボンドゥフル           | スロベニア               | 2–0    | 3–0  | 親善試合                             |
| 24. | 2006年6月10日  | ハンブルク             | アルゼンチン             | 2–1    | 2–1  | 2006 FIFAワールドカップ              |
| 25. | 2006年11月15日 | ル・マン               | スウェーデン             | 0–1    | 0–1  | 親善試合                             |
| 26. | 2007年2月6日   | ルーアン               | ギニア                   | 1–0    | 1–0  | 親善試合                             |
| 27. | 2007年6月3日   | ブアケ                 | マダガスカル             | 5–0    | 5–0  | アフリカネイションズカップ2008予選   |
| 28. | 2007年10月17日 | インスブルック         | オーストリア             | 1–1    | 3–2  | 親善試合                             |
| 29. | 2007年10月17日 | インスブルック         | オーストリア             | 3–2    | 3–2  | 親善試合                             |
| 30. | 2008年1月12日  | クウェート市           | クウェート               | 0–2    | 0–2  | 親善試合                             |
| 31. | 2008年1月25日  | セコンディ=タコラディ  | ベナン                   | 1–0    | 4–1  | アフリカネイションズカップ2008       |
| 32. | 2008年1月29日  | アクラ                 | マリ                     | 1–0    | 3–0  | アフリカネイションズカップ2008       |
| 33. | 2008年2月3日   | セコンディ＝タコラディ | ギニア                   | 2–0    | 5–0  | アフリカネイションズカップ2008       |
| 34. | 2009年2月11日  | イズミル               | トルコ                   | 1–1    | 1–1  | 親善試合                             |
| 35. | 2009年3月29日  | アビジャン             | マラウイ                 | 2–0    | 5–0  | 2010 FIFAワールドカップ予選          |
| 36. | 2009年3月29日  | アビジャン             | マラウイ                 | 3–0    | 5–0  | 2010 FIFAワールドカップ予選          |
| 37. | 2009年6月20日  | ワガドゥグー           | ブルキナファソ           | 1–3    | 2–3  | 2010 FIFAワールドカップ予選          |
| 38. | 2009年9月5日   | アビジャン             | ブルキナファソ           | 2–0    | 5–0  | 2010 FIFAワールドカップ予選          |
| 39. | 2009年9月5日   | アビジャン             | ブルキナファソ           | 5–0    | 5–0  | 2010 FIFAワールドカップ予選          |
| 40. | 2009年10月10日 | ブランタイヤ           | マラウイ                 | 1–1    | 1–1  | 2010 FIFAワールドカップ予選          |
| 41. | 2010年1月5日   | ダルエスサラーム       | タンザニア               | 0–1    | 0–1  | 親善試合                             |
| 42. | 2010年1月15日  | カビンダ               | ガーナ                   | 3–0    | 3–1  | アフリカネイションズカップ2010       |
| 43. | 2010年5月30日  | トノン＝レ＝バン       | パラグアイ               | 1–0    | 2–2  | 親善試合                             |
| 44. | 2010年6月20日  | ヨハネスブルク         | ブラジル                 | 3–1    | 3–1  | 2010 FIFAワールドカップ              |
| 45. | 2011年3月27日  | アクラ                 | ベナン                   | 1–1    | 2–1  | アフリカネイションズカップ2012予選   |
| 46. | 2011年3月27日  | アクラ                 | ベナン                   | 2–1    | 2–1  | アフリカネイションズカップ2012予選   |
| 47. | 2011年6月5日   | コトヌー               | ベナン                   | 0–2    | 2–6  | アフリカネイションズカップ2012予選   |
| 48. | 2011年6月5日   | コトヌー               | ベナン                   | 2–4    | 2–6  | アフリカネイションズカップ2012予選   |
| 49. | 2011年8月10日  | ジュネーヴ             | イスラエル               | 2–4    | 3–4  | 親善試合                             |
| 50. | 2012年1月13日  | アブダビ               | チュニジア               | 0–2    | 0–2  | 親善試合                             |
| 51. | 2012年1月22日  | マラボ                 | スーダン                 | 1–0    | 1–0  | アフリカネイションズカップ2012       |
| 52. | 2012年2月4日   | マラボ                 | 赤道ギニア               | 1–0    | 3–0  | アフリカネイションズカップ2012       |
| 53. | 2012年2月4日   | マラボ                 | 赤道ギニア               | 2–0    | 3–0  | アフリカネイションズカップ2012       |
| 54. | 2012年6月2日   | アビジャン             | タンザニア               | 2–0    | 2–0  | 2014 FIFAワールドカップ予選          |
| 55. | 2012年9月8日   | アビジャン             | セネガル                 | 3–2    | 4–2  | アフリカネイションズカップ2013予選   |
| 56. | 2012年10月13日 | ダカール               | セネガル                 | 0–1    | 0–2  | アフリカネイションズカップ2013予選   |
| 57. | 2012年10月13日 | ダカール               | セネガル                 | 0–2    | 0–2  | アフリカネイションズカップ2013予選   |
| 58. | 2012年11月14日 | リンツ                 | オーストリア             | 0–2    | 0–3  | 親善試合                             |
| 59. | 2013年1月30日  | ルステンブルク         | アルジェリア             | 2–1    | 2–2  | アフリカネイションズカップ2013       |
| 60. | 2013年8月14日  | イーストラザフォード   | メキシコ                 | 3–1    | 4–1  | 親善試合                             |
| 61. | 2013年9月7日   | アビジャン             | モロッコ                 | 1–1    | 1–1  | 2014 FIFAワールドカップ予選          |
| 62. | 2013年10月12日 | アビジャン             | セネガル                 | 1–0    | 3–1  | 2014 FIFAワールドカップ予選          |
| 63. | 2014年3月5日   | ブリュッセル           | ベルギー                 | 2–1    | 2–2  | 親善試合                             |
| 64. | 2014年5月31日  | セントルイス           | ボスニア・ヘルツェゴビナ | 2–1    | 2–1  | 親善試合                             |
| 65. | 2014年6月4日   | フリスコ               | エルサルバドル           | 0–2    | 1–2  | 親善試合                             |

## タイトル

### クラブ
チェルシー
- UEFAチャンピオンズリーグ：2011-12
- プレミアリーグ：2004-05, 2005-06, 2009-10, 2014-15
- FAカップ：2007, 2009, 2010, 2012
- フットボールリーグカップ：2005, 2007, 2014-15
- FAコミュニティ・シールド：2005, 2009

ガラタサライ
- スュペル・リグ：2012-13
- テュルキエ・クパス：2013-14
- TFFスュペル・クパ：2013

フェニックス・ライジング
- ウェスタン・カンファレンス : 2018

### 個人
- リーグ・アン月間最優秀選手 : 2004.1月, 2004.5月
- リーグ・アン年間最優秀選手賞：2003-04
- リーグ・アン年間最優秀ゴール : 2003-04
- リーグ・アン年間ベストイレブン : 2003-04
- オンズドール : 2004
- CAF年間ベストイレブン : 2005, 2006, 2009, 2010, 2012
- FAコミュニティ・シールド・マン・オブ・ザ・マッチ : 2005
- プレミアリーグアシスト王 : 2005-06
- プレミアリーグ・ゴールデンブーツ：2006-07, 2009-10
- ESM年間ベストイレブン : 2006-07
- アフリカ年間最優秀選手賞：2006, 2009
- アラン・ハーデイカー賞 : 2007
- PFA年間ベストイレブン : 2007, 2010
- オンズ・ド・ブロンズ：2007
- チェルシー選手選出年間最優秀選手 : 2007
- FIFA FIFPROワールドイレブン : 2007
- UEFAチーム・オブ・ザ・イヤー : 2007
- BBCアフリカ年間最優秀サッカー選手賞：2009
- BBC月間最優秀ゴール : 2009.10月
- FAカップ決勝・マン・オブ・ザ・マッチ: 2010
- チェルシー年間最優秀選手 : 2010
- タイム100 : 2010
- UEFAチャンピオンズリーグ決勝・マン・オブ・ザ・マッチ : 2011-12
- GQ年間ベストスポーツ選手 : 2012
- ゴールデンフット賞：2013
- トルコ年間最優秀選手 :2013
- MLS月間最優秀選手賞 : 2015.9月, 2015.10月
- FWAトリビュート賞 : 2015
- モントリオール・インパクト・チーム最多得点選手 : 2015
- MLSオールスター : 2016
- UNFP名誉トロフィー : 2019
- UEFAプレジデント賞 : 2020
- IFFHS・歴代アフリカドリームチーム（男子） : 2021
- プレミアリーグ殿堂 : 2022